# Jancsó Ilona
Jancsó Ilona, Csománé (Szilágysomlyó, 1869. július 17. – Szilágysomlyó, 1927. augusztus 1.) erdélyi magyar írónő.

## Életútja, munkássága
Gyapju községben volt tanítónő. A Szilágyság, Szilágysomlyó, A Hírnök c. lapok munkatársa, tárcaírója. Írásaiban a valóság kis rezdüléseit ragadja meg lélektanilag, romantikus nosztalgiával.

## Kötetei
- Tövisbokor (elbeszélések, Zilah, 1902)
- Elbeszélések (Szilágysomlyó, 1925)